# Haematopota epoptica
Haematopota epoptica är en tvåvingeart som först beskrevs av Seguy 1953.  Haematopota epoptica ingår i släktet Haematopota och familjen bromsar.
Artens utbredningsområde är Guinea. Inga underarter finns listade i Catalogue of Life.